# 수페르코파 데 에스파냐 2016
수페르코파 데 에스파냐 2016(스페인어: Supercopa de España de Fútbol 2016)은 2016년 8월 14일과 8월 17일에 1·2차전 형식으로 맞붙어 진행된 스페인의 축구 컵대회 경기이다. 이 연도에는 라 리가와 코파 델 레이를 우승한 바르셀로나와 코파 델 레이를 준우승한 세비야가 맞붙었다.

## 참가 구단
| 구단       | 자격                                      |
| ---------- | ----------------------------------------- |
| 바르셀로나 | 라리가 2015-16, 코파 델 레이 2015-16 우승 |
| 세비야     | 코파 델 레이 2015-16 준우승               |

## 상세 경기 정보
모든 경기 시각은 현지 시각(UTC+2)으로 표기되어 있다.

### 1차전
1차전 선제골을 54분에 터졌는데, 데니스 수아레스가 페널티 구역 안쪽으로 밀어넣어 아르다 투란이 가슴으로 받아 루이스 수아레스의 이동 경로에 보냈는데, 수아레스는 오른발로 낮게 튀는 공을 9미터 거리에서 쏘아 넣었다. 무니르도 81분에 왼발로 페널티 구역 위쪽에서 리오넬 메시의 공을 받아 왼발로 추가골을 기록했다.
| 세비야 | 0–2    | 바르셀로나                   |
| ------ | ------ | ---------------------------- |
|        | 리포트 | L. 수아레스 54′ · 무니르 81′ |

| 세비야 | 바르셀로나 |

| GK              | 1  | 세르히오 리코         |     |     |
| RB              | 25 | 마리아누              |     |     |
| CB              | 23 | 아딜 라미             |     |     |
| CB              | 24 | 가브리엘 메르카도     | 32′ |     |
| LB              | 18 | 세르히오 에스쿠데로   |     | 55′ |
| DM              | 4  | 마티아스 크라네비테르 |     | 69′ |
| RM              | 20 | 비톨로 (주장)         |     |     |
| CM              | 14 | 기요타케 히로시       |     |     |
| CM              | 22 | 프랑코 바스케스       | 78′ |     |
| LM              | 15 | 스티븐 은존지         | 70′ |     |
| CF              | 9  | 루시아노 비에토       |     | 61′ |
| 교체 선수:      |    |                       |     |     |
| GK              | 31 | 호세 안토니오 카로    |     |     |
| MF              | 8  | 비센테 이보라         |     |     |
| MF              | 10 | 예우헨 코노플랸카     |     |     |
| MF              | 11 | 호아킨 코레아         |     |     |
| MF              | 17 | 파블로 사라비아       |     | 55′ |
| MF              | 19 | 간수                  |     | 69′ |
| FW              | 12 | 위삼 벤 예데르        |     | 61′ |
| 감독:           |    |                       |     |     |
| 호르헤 삼파올리 |    |                       |     |     |

| GK            | 13 | 클라우디오 브라보          |     |     |
| RB            | 20 | 세르지 로베르토            |     |     |
| CB            | 3  | 제라르드 피케              |     |     |
| CB            | 14 | 하비에르 마스체라노        |     |     |
| LB            | 24 | 제레미 마티외              |     | 27′ |
| CM            | 4  | 이반 라키티치              |     |     |
| CM            | 5  | 세르지오 부스케츠          | 58′ |     |
| CM            | 8  | 안드레스 이니에스타 (주장) |     | 36′ |
| RF            | 10 | 리오넬 메시                |     |     |
| CF            | 9  | 루이스 수아레스            | 83′ |     |
| LF            | 7  | 아르다 투란                |     | 77′ |
| 교체 선수:    |    |                            |     |     |
| GK            | 25 | 조르디 마시프              |     |     |
| DF            | 19 | 뤼카 디뉴                  |     | 27′ |
| DF            | 22 | 알레시 비달                |     |     |
| DF            | 23 | 사뮈엘 움티티              |     |     |
| MF            | 6  | 데니스 수아레스            |     | 36′ |
| MF            | 21 | 안드레 고메스              |     |     |
| FW            | 17 | 무니르                     |     | 77′ |
| 감독:         |    |                            |     |     |
| 루이스 엔리케 |    |                            |     |     |

| 부심: 앙헬 네바도 로드리게스 호세 마누엘 페르난데스 미란다 대기심: 우고 호세 로페스 푸에르타 |

### 2차전
아르다 투란이 10분 만에 선제골을 기록했는데, 오른쪽 귀퉁이의 메시로부터 도움을 받아 5.5미터 거리에서 낮게 깔아차 골망을 흔들었다. 30분이 경과되었을 때, 클라우디오 브라보가 사뮈엘 윔티티의 핸드볼 반칙에 따라 허용한 비센테 이보라의 페널티킥을 막아세웠다. 전반 종료를 앞두고, 세비야도 만회골 기회를 잡았는데, 가브리엘 메르카도가 머리로 날린 공은 위쪽 골대를 강타했다. 투란은 후반 시작 1분 만에 한 골을 더 추가했는데, 페널티 구역 밖에서 오른발로 띄워 차 또다시 골을 넣었다. 바르셀로나의 3번째 골은 메시가 55분에 머리로 넣은 공으로, 그는 뤼카 디뉴가 왼쪽에서 띄운 공을 골로 연결했다.
| 바르셀로나               | 3–0    | 세비야 |
| ------------------------ | ------ | ------ |
| 투란 10′, 46′ · 메시 55′ | 리포트 |        |

| 바르셀로나 | 세비야 |

| GK            | 13 | 클라우디오 브라보   |     |     |
| RB            | 22 | 알레시 비달         |     |     |
| CB            | 14 | 하비에르 마스체라노 |     |     |
| CB            | 23 | 사뮈엘 움티티       | 32′ |     |
| LB            | 19 | 뤼카 디뉴           |     | 61′ |
| CM            | 6  | 데니스 수아레스     |     | 73′ |
| CM            | 5  | 세르지오 부스케츠   |     | 74′ |
| CM            | 21 | 안드레 고메스       |     |     |
| RF            | 10 | 리오넬 메시 (주장)  |     |     |
| CF            | 17 | 무니르              |     |     |
| LF            | 7  | 아르다 투란         |     |     |
| 교체 선수:    |    |                     |     |     |
| GK            | 25 | 조르디 마시프       |     |     |
| DF            | 3  | 제라르드 피케       |     |     |
| DF            | 18 | 조르디 알바         |     | 61′ |
| MF            | 4  | 이반 라키티치       |     | 73′ |
| MF            | 16 | 세르지 삼페르       |     | 74′ |
| MF            | 20 | 세르지 로베르토     |     |     |
| FW            | 9  | 루이스 수아레스     |     |     |
| 감독:         |    |                     |     |     |
| 루이스 엔리케 |    |                     |     |     |

| GK              | 1  | 세르히오 리코         |     |     |
| CB              | 32 | 디에고 곤살레스       |     |     |
| CB              | 8  | 비센테 이보라 (주장)  |     |     |
| CB              | 24 | 가브리엘 메르카도     |     |     |
| RM              | 25 | 마리아누              |     |     |
| CM              | 19 | 간수                  |     | 57′ |
| CM              | 4  | 마티아스 크라네비테르 |     |     |
| CM              | 17 | 파블로 사라비아       | 90′ |     |
| LM              | 10 | 예우헨 코노플랸카     |     |     |
| CF              | 11 | 호아킨 코레아         |     | 73′ |
| CF              | 12 | 위삼 벤 예데르        |     | 63′ |
| 교체 선수:      |    |                       |     |     |
| GK              | 31 | 호세 안토니오 카로    |     |     |
| MF              | 14 | 기요타케 히로시       |     |     |
| MF              | 15 | 스티븐 은존지         |     |     |
| MF              | 20 | 비톨로                | 88′ | 63′ |
| MF              | 22 | 프랑코 바스케스       |     | 57′ |
| FW              | 9  | 루시아노 비에토       |     | 73′ |
| FW              | 36 | 후안 무뇨스           |     |     |
| 감독:           |    |                       |     |     |
| 호르헤 삼파올리 |    |                       |     |     |

| 부심: 테오도로 소브리노 마간 호세 엔리케 나랑호 페레스 대기심: 알렉산드레 알레만 페레스 |

## 우승
| 수페르코파 데 에스파냐 2016 우승 |
| -------------------------------- |
| 바르셀로나 12번째 우승           |

## 같이 보기
- 라리가 2015-16
- 코파 델 레이 2015-16
- FC 바르셀로나 2016-17 시즌
- 세비야 FC 2016-17 시즌